# Greenwich Park
Greenwich Park – jeden spośród królewskich parków w Londynie, pierwszy, który został ogrodzony (w 1433). Zajmuje 74 hektary (183 akrów).
W 1427 ziemie te stały się własnością Humphreya Lancastera, księcia Gloucester. Humphrey ogrodził park, zbudował nad rzeką pałacyk Bella Court, a na wzgórzu zamek zwany "wieżą księcia Humphreya". Ten pierwszy przekształcono później w Pałac Placentia, a następnie w Queen's House i Greenwich Hospital. Na miejscu zamku od 1675 stoi Królewskie Obserwatorium Astronomiczne zbudowane przez Christophera Wrena. Park służył królom jako teren do polowań z sokołami. Henryk VIII wprowadził tu także jelenie. Jakub I postawił wokół parku nowy ceglany mur wysoki na cztery metry i długi na dwie mile, którego część nadal wyznacza granice Greenwich Park. W XVII wieku park przerobiono według projektu André Le Nôtre. Maria, córka Jakuba II, podarowała pałac na szpital dla marynarzy, i na początku XVIII w park otworzono dla jego pensjonariuszy, a następnie dla wszystkich zwiedzających.
Podczas Igrzysk Olimpijskich Londyn 2012 w Greenwich Park odbyły się zawody jeździeckie.